# Velištak
Velištak je izvor vode koji se nalazi u Velimskom polju u općini Stankovci, Zadarska županija. U prošlosti je svojom vodom tvorio potok koji se ulijevao u rječicu Guduču.
Nedaleko od Velištaka je 2007. otkriveno je arheološko nalazište nazvano po njemu. Riječ je o najstarijem poznatom nalazištu hvarske kulture iz doba neolitika.
Radiokarbonskim datiranjem utvrđeno je kako je naselje osnovano 5000. pr. Kr. te je postojalo do 4700. pr. Kr.
Arheološkim iskapanjima koje provode djelatnici Muzeja grada Šibenika dosad su pronađeni ostaci naselja te preko 50 ukopanih jama koje su služile kao spremišta za hranu. Pronađeno je oruđe, lončarski proizvodi, keramičke posude ukrašene s urezanim višestrukim paralelnim linijama koje omeđuju geometrijske, lučne, spiralne i cik-cak motive te stilizirane životinjske likove.
Oruđe je izrađivano od kamena i od kosti, a nakit od školjaka.
Na osnovu pronađenih ostataka sjemenja i kostiju, može se rekonstruirati način života ljudi u tom neolitskom naselju. Uzgajali su uglavnom ovce i koze, manje goveda i svinje. U manjoj mjeri su se prehranjivali i divljim životinjama, jelenima, zečevima. Uzgajali su više vrsti ječma i pšenice, mahunarke (bob, grah, leću) i lan. Ostaci žrvnjeva svjedoče o uzgoju i obradi žita.
Jedan od najvažnijih nalaza na lokalitetu Velištak je posuda čija je vanjska površina potpuno prekrivena urezanim ornamentima. Sustavna analiza simboličkih motiva i njihovih strukturnih obrazaca na posudi pokazala je da se radi o najstarijem dosad pronađenom lunarnom kalendaru toga tipa u Europi.